# 四式七糎半高射砲
四式七糎半高射砲（よんしきななせんちはんこうしゃほう）とは太平洋戦争中に帝国陸軍が使用した
高射砲である。

## 概要
従来の八八式七糎野戦高射砲の威力および、運動性の不足を考慮し新しく研究する必要に迫られていたが、研究に割く時間がないなどの理由で、中国で鹵獲したボフォース社の75mm Lvkan m/29高射砲をリバースエンジニアリングでコピーした。運行用の接続砲車についても原型を参考に操向性等に改良を施したものとしている。試製砲は1943年（昭和18年）に完成し、1944年（昭和19年）制式としたが、70門ほどしか生産できなかった。終戦時、東京の高射第1師団及び北九州の第4高射砲隊に配備されていた。
砲身は二層構造で、内管は自己緊搾方式の自由交換砲身である。照準算定具は、電気式の二式高射算定具を使用する。
砲架は、砲の取り付けられた基筒砲架の下部周囲に十字形に4本の脚を有する構造である。牽引式で、迅速簡単に運行姿勢と放列姿勢の転換ができる機能を備えている。牽引移動時には左右の脚を前方へ畳み、砲身と基筒砲架を後方へ倒して姿勢を低くし、基筒砲架のやや後方に砲架車を、前方に前車を装着する。砲架車・前車はいずれも緩衝機を有し、実体タイヤを使用する。基筒砲架と砲架車は、チェーンによる連動機構により、砲身と基筒砲架を倒す際の重量を利用して砲架後部を持ち上げ、砲架車を迅速に装着することができる。
八八式七糎野戦高射砲に比べて1トン以上も重いが、九八式六屯牽引車によって牽引され、45km/hでの高速牽引が可能であった。
また、四式中戦車（チト）、五式中戦車（チリ）、試製七糎半対戦車自走砲（ナト）などに搭載された、五式七糎半戦車砲の母体としても利用された。

## 参考資料
- 「日本の大砲」　竹内昭・佐山二郎共著　出版共同社　昭和61年
- 「4式7糎半高射砲説明書」アジア歴史資料センター(JACAR) Ref.A03032144000
- 「標題：35-44-2の一部と思われる」アジア歴史資料センター(JACAR) Ref.A03032135600